# Rio Ciulniţa
O Rio Ciulniţa é um rio da Romênia, afluente do Buzău, localizado no distrito de Buzău e Brăila.